# 楊雪儀
楊雪儀（英語：Cher Yeung，1963年10月24日—）是1983年度香港小姐競選的冠軍佳麗。

## 背景
楊雪儀生于香港，早年在秀茂坪下邨成長，1976年畢業於中華基督教會基秀小學下午校，曾就讀于寧波公學。中學畢業後曾進入新世界酒店工作。1983年當選香港小姐冠軍後簽約無綫電視，參與《香港早晨》節目主持。翌年離開無綫電視並踏入電影圈工作，曾參演的電影包括《歌舞升平》（1984年）、《鬼咁有緣》（1986年）、《亡命天涯》（1988年）、《自梳》（1997年）及《心動》（1999年）等。當中最注目的演出可說是1986年與周潤發合作的《夢中人》，戲中出演了裸露胸部的鏡頭，她憑該片獲得1987年香港電影金像獎最佳女配角提名。

## 演出作品

### 電影
| 年份   | 片名           | 角色           |
| 1984年 | 大小不良       |                |
| 1984年 | 我愛羅蘭度     |                |
| 1985年 | 歌舞昇平       |                |
| 1985年 | 流氓公僕       | 楊婉儀 (Annie) |
| 1985年 | 夏日福星       |                |
| 1986年 | 夢中人         | 華麗           |
| 1986年 | 鬼咁有緣       |                |
| 1988年 | 亡命天涯       |                |
| 1990年 | 致命的誘惑     |                |
| 1992年 | 超級女警       |                |
| 1993年 | 現代豪俠傳     |                |
| 1993年 | 富貴狂花       |                |
| 1996年 | 三個受傷的警察 |                |
| 1997年 | 愛情Amoeba     | 薇姐           |
| 1997年 | 自梳           | 煥             |
| 1999年 | 心動           |                |

### 電視劇（無綫電視）
| 年份   | 劇名                       | 角色     |
| 1992年 | 親親大腳板：小恐龍與大爸爸 | 細蚊母親 |
| 1993年 | 偷心大少                   | 張佩兒   |
| 1993年 | 鎮金女人周記：一國兩妻     | 阿蓮     |
| 1994年 | 的士810（電視電影）        | 阿珊     |

### 電視劇（香港電台）
| 年份   | 劇名                 | 角色     |
| 1984年 | 香江歲月 第十五集    | 水妹     |
| 1989年 | 人間有情：失樂園     | 英語教師 |
| 1990年 | 雙城記：雨霖鈴       | 高易君   |
| 1992年 | 風雨同路：射日       | 阿燕     |
| 1995年 | 人間有情：拾來的故事 | Anna     |

## 電視節目
- 1983年《香港早晨》主持
- 1983年《星光熠熠耀保良》演出

## 外部連結
- 楊雪儀在香港影庫上的簡介

| 前任： 梁韻蕊 | 香港小姐競選冠軍 1983年 | 繼任： 高麗虹 |